# Cazerune ibne Fulful ibne Cazar
Cazerune ibne Fulful ibne Cazar (Khazrun ibn Fulful ibn Khazar) foi um nobre magraua do século X, membro do clã Banu Cazar e fundador epônimo do ramo Banu Cazerune de Sijilmassa.

## Vida
Cazerune era filho de Fulful e tataraneto do fundador epônimo dos Banu Cazar. Após a fuga magraua ao Magrebe Ocidental devido a pressão dos zíridas do Magrebe Central, Cazerune assumiu o controle do ramo meridional dos refugiados. Em 976/977, marchou mais ao sul e tomou Sijilmassa, uma cidade governada por emires dos Banu Midrar dos mecnassas. Proclamou a suserania do Califado de Córdova dos omíadas sobre Sijilmassa e enviou para Córdova a cabeça do último emir midrarrida. Depois disso, recebeu o governo de Sijilmassa que manteve até sua morte, quando foi sucedido pelo filho Uanudine. Outro filho seu, Saíde, aliar-se-ia com Almançor ibne Bologuine (r. 984–996) dos zíridas.